# Pristimera
Pristimera Miers – rodzaj roślin należący do rodziny dławiszowatych (Celastraceae R. Br.). Obejmuje co najmniej 26 gatunków występujących naturalnie na całym świecie w strefie międzyzwrotnikowej.

## Morfologia
PokrójPnący krzew lub liany o nagich lub owłosionych pędach.
LiścieNaprzeciwległe, całobrzegie, ząbkowane.
KwiatyZebrane w kwiatostany. Kwiaty są obupłciowe. Korona jest zrosłopłatkowa lub złożona z około 5 płatków.
OwocePodłużnie spłaszczone torebki o długości do 9 cm. Dojrzałe owoce mają brązową barwę. Egzokarp jest zdrewniały. Nasiona są skrzydlate i różnorodne.

## Biologia i ekologia
Występuje zarówno w lasach wilgotnych jak i suchych zaroślach.

## Systematyka
Pozycja i podział według APWeb (2001...)
Rodzaj należący do rodziny dławiszowatych (Celastraceae R. Br.), rzędu dławiszowców (Celestrales Baskerville), należącego do kladu różowych w obrębie okrytonasiennych.
Wykaz gatunków
| - Pristimera andina Miers - Pristimera andongensis (Welw. ex Oliv.) N.Hallé - Pristimera arborea (Roxb.) A.C. Sm. - Pristimera austin-smithii (Lundell) A.C. Sm. - Pristimera bojeri (Tul.) N. Hallé - Pristimera cambodiana (Pierre) A.C. Sm. - Pristimera caribaea (Urb.) A.C. Sm. - Pristimera caudata Mennega - Pristimera celastroides (Kunth) A.C.Sm. - Pristimera coriacea (Wright ex Griseb.) Miers - Pristimera dariense Mennega - Pristimera graciliflora (Welw. ex Oliv.) N.Hallé - Pristimera grahamii (Wight) A.C. Sm. | - Pristimera holdeniana (A.C. Sm.) A.C. Sm. - Pristimera longipetiolata (Oliv.) N. Hallé - Pristimera luteoviridis (Exell) N.Hallé - Pristimera malifolia (Baker) N. Hallé - Pristimera nervosa (Miers) A.C.Sm. - Pristimera paniculata (Vahl) N.Hallé - Pristimera plumbea (Blakelock & R.Wilczek) N.Hallé - Pristimera preussii (Loes.) N.Hallé - Pristimera setulosa A.C. Sm. - Pristimera tenuiflora (Mart. ex Peyr.) A.C.Sm. - Pristimera tetramera (H. Perrier) N. Hallé - Pristimera tulasnei (Drake) N. Hallé - Pristimera verrucosa (Kunth) Miers |